# Лунотрясение

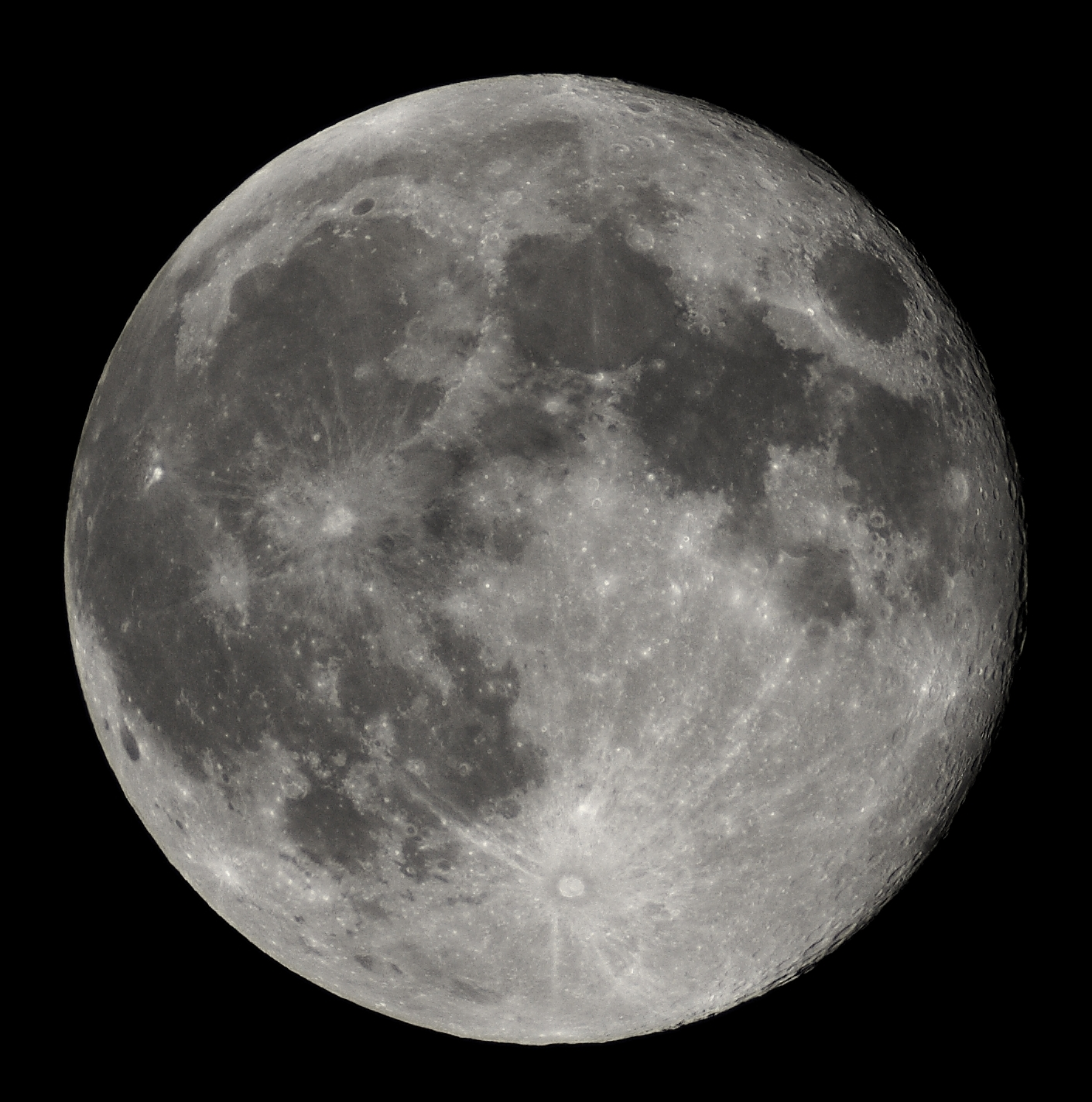

Лунотрясение — сейсмическое колебание лунной поверхности.
Лунотрясения гораздо слабее землетрясений и случаются реже, однако бывают магнитудой до 5,5 по шкале Рихтера (землетрясение такой силы может повредить здания). Колебания, вызванные неглубокими лунотрясениями, обычно длятся свыше 10 минут, тогда как колебания Луны, вызванные приливным воздействием Земли, длятся всего одну-две минуты. Характеризуются также намного большей частотой, трудноразличимостью фаз и отсутствием чистых поверхностных волн.

## История

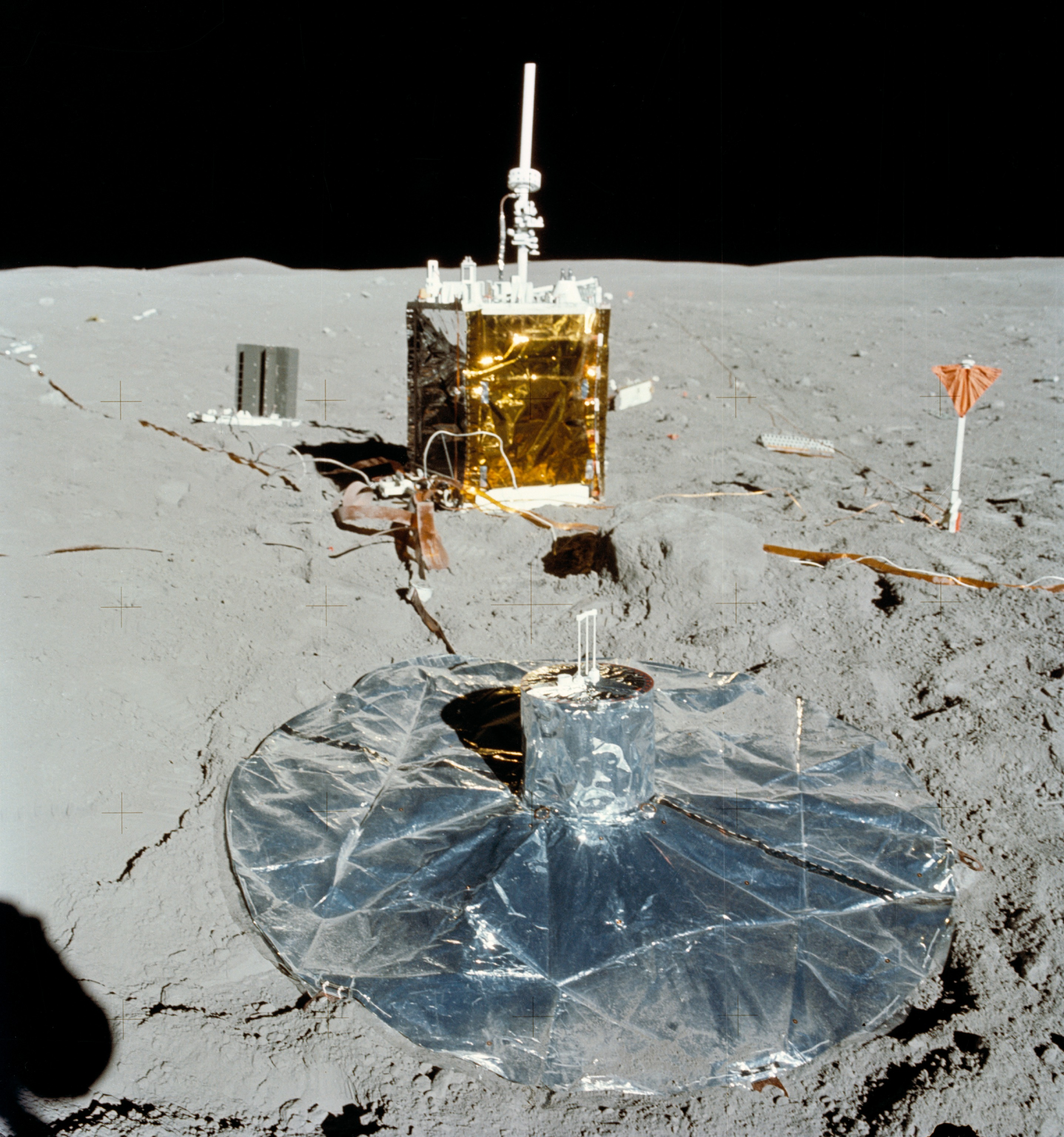
Лунный сейсмограф «Аполлона-16»

Изучение Луны сейсмометрами в ходе космических экспедиций «Аполлон-12», «Аполлон-14», «Аполлон-15» и «Аполлон-16» (НАСА), и обработка собранной информации показала, что поверхность естественного спутника Земли является сейсмически активной.

## Типы лунотрясений
Лунотрясения можно разделить на четыре группы:
1. приливные — случаются дважды в месяц, вызваны воздействием приливных сил Солнца и Земли[5], происходят на глубинах от 600 до 900 км[3];
2. тектонические — мелкофокусные, вызваны разрядкой напряжений в лунной коре[3];
3. метеоритные — из-за падения метеоритов;
4. термальные — их причиной служит резкий перепад температур лунной поверхности во время восхода и заката Солнца[3].

## Значение
Наибольшую опасность для возможных обитаемых станций представляют тектонические лунотрясения. Сейсмографами НАСА за 5 лет исследований было зарегистрировано 28 подобных лунотрясений. Дальнейшее изучение лунной поверхности будет направлено на поиск наиболее спокойных регионов Луны, для чего планируется размещение на поверхности Луны более 10 сейсмографов.